# Supergranulazione
La supergranulazione è una particolare struttura della superficie del Sole. Fu scoperta negli anni cinquanta da A.B. Hart attraverso misure dello spostamento Doppler che mostravano la presenza di flussi orizzontali sulla fotosfera.
In seguito fu stabilita per i supergranuli una dimensione tipica di circa 30.000 km, con una vita media di circa 24 ore. La supergranulazione è stata a lungo interpretata come una specifica scala convettiva, sebbene la sua origine non è del tutto nota. Andrebbe notato che nonostante la presenza dei granuli nella fotosfera solare sia un fenomeno ben documentato, c'è un dibattito aperto sulla vera natura del livello dei granuli di grandi dimensioni, come pure sulla sua stessa esistenza. Alcuni autori suggeriscono l'esistenza di tre scale di organizzazione ben distinte: la granulazione (con un diametro tipico di 150-2.500 km), la mesogranulazione (5.000-10.000 km) e la supergranulazione (oltre i 20.000 km). I granuli sono tipicamente considerati come delle tracce delle cellule convettive organizzate in una struttura gerarchica: i supergranuli sarebbero quelli frammentati, nei loro strati più esterni, in mesogranuli, più piccoli, che a loro volta sarebbero suddivisi in granuli più piccoli sulla loro superficie. Il materiale solare fluirebbe in basso lungo "linee" scure, separando i granuli attraverso le divisioni fra supergranuli, che sono le più grandi concentrazioni di gas freddo, in maniera simile a come i fiumi si connettono con gli affluenti più piccoli. Questo quadro è in realtà in gran parte il frutto di speculazioni, e potrebbe venire smentito da future scoperte.